# 페더레이션 광장

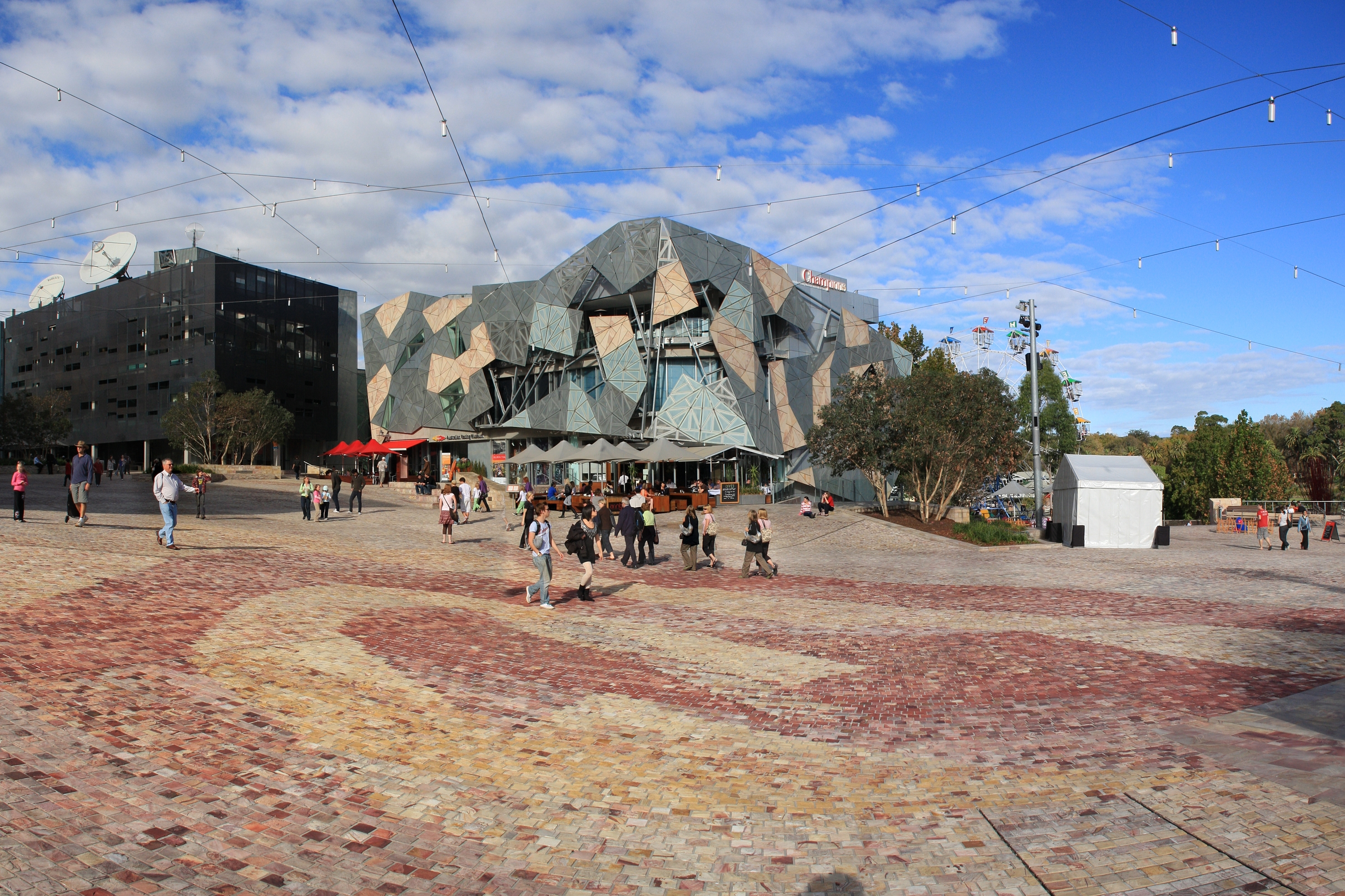
페더레이션 광장

페더레이션 광장(영어: Federation Square)은 2002년 오픈한 오스트레일리아 멜버른에 위치한 광장이다.
멜버른 중앙 비즈니스 지구 가장자리에 있는 예술, 문화 및 공공 행사를 위한 장소이다. 번화한 철도 노선 위에 건설된 Flinders Street와 Swanston Street 교차로와 Flinders Street 역 건너편에 있는 3.2ha(7.9에이커)의 면적을 차지한다. Ian Potter Centre, Australian Center for the Moving Image(ACMI) 및 Koorie Heritage Trust와 같은 주요 문화 기관과 대형 포장 광장 및 유리 벽 아트리움을 중심으로 일련의 건물에 카페와 바가 통합되어 있다.